# Patellapis pseudonomioides
Patellapis pseudonomioides är en biart som först beskrevs av Gregory B. Pauly 2001.  Patellapis pseudonomioides ingår i släktet Patellapis och familjen vägbin. Inga underarter finns listade i Catalogue of Life.